# Wilhelm von dem Knesebeck
Erich Kuno Wilhelm von dem Knesebeck (* 21. Juli 1841 in Brandenburg an der Havel; † 9. Oktober 1935 in Neustrelitz) war ein preußischer Generalleutnant.

## Leben

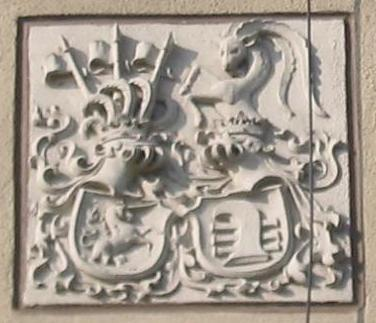
Allianzwappen der Eltern: Eugen von dem Knesebeck und der Klothilde von Bredow am Gutshaus Löwenbruch

### Herkunft
Wilhelm von dem Knesebeck war ein nachgeborener Sohn des Gutsbesitzers Eugen von dem Knesebeck (1801–1888) und der Klothilde von Bredow (1813–1900), Tochter der Charlotte du Trossel und des preußischen Hauptmanns und Gutsherrn Friedemann von Bredow aus dem Hause Haage-Retzow. Knesebecks Vater war preußischer Justizrat, mit Lebensmittelpunkt zunächst in Brandenburg an der Havel, dem Geburtsort des Wilhelm von dem Knesebeck, und dann auf Gut Löwenbruch im Landkreis Teltow gelegen. Der Vater war ebenso als Buchautor tätig. Knesebeck hatte mehrere Geschwister, seine beiden Schwestern Ilse (1848–1930) und Charlotte (1851–1925) lebten unverheiratet in Löwenbruch und in Berlin. Die älteren Brüder waren der General Lothar von dem Knesebeck und Berthold von dem Knesebeck (1839–1932), der wie der Vater Justizrat wurde. Die jüngeren Brüder waren Oberst Friedemann von dem Knesebeck (1844–1930) sowie Matthias von dem Knesebeck (1850–1933), der zuletzt als Oberstleutnant diente. Gut Löwenbruch erbte sein Bruder Lothar von dem Knesebeck, dann dessen ältester Sohn, Wilhelms Neffe Achaz von dem Knesebeck (1867–1937), Major a. D.

### Militärkarriere
Nach dem Besuch des Kadettenkorps wurde Knesebecks am 17. Mai 1859 als Sekondeleutnant im Garde-Schützen-Bataillon der Preußischen Armee in Berlin angestellt. Von Ende September 1863 bis Ende Januar 1865 war er als Inspektionsoffizier zur Kriegsschule in Potsdam kommandiert und diente anschließend als Bataillonsadjutant. In dieser Eigenschaft nahm Knesebeck 1866 während des Krieges gegen Österreich an der Schlacht bei Königgrätz teil. Nach dem Krieg stieg er Ende Oktober 1866 zum Premierleutnant auf und war vom 1. Oktober 1868 bis zum 30. September 1869 zur Dienstleistung beim Kaiser Alexander Garde-Grenadier-Regiment Nr. 1 kommandiert.
Zu Beginn des Krieges gegen Frankreich nahm Knesebeck zunächst an der Schlacht bei Gravelotte teil und wurde am 27. August 1870 unter Beförderung zum Hauptmann zum Chef der 4. Kompanie ernannt. Diese führte er in der folgenden Schlacht von Sedan sowie der Belagerung von Paris und erhielt für sein Wirken das Eiserne Kreuz II. Klasse. Nach dem Krieg versah er weiterhin Dienst in seinem Regiment und rückte Mitte Februar 1880 zum überzähligen Major auf. Am 13. April 1880 erfolgte seine Versetzung nach Aachen in das 5. Westfälische Infanterie-Regiment Nr. 53. Hier war er vom 15. Dezember 1881 bis zum 14. September 1882 als etatmäßiger Stabsoffizier und anschließend als Kommandeur des Füsilier-, ab Anfang Dezember 1883 als Kommandeur des II. Bataillons tätig. Daran schloss sich am 25. März 1884 eine Verwendung als Kommandeur des Ostpreußischen Jäger-Bataillons Nr. 1 an. Knesebeck wurde am 14. April 1887 Oberstleutnant und am 27. Januar 1890 mit der Beförderung zum Oberst Kommandeur des Infanterie-Regiments „Fürst Leopold von Anhalt-Dessau“ (1. Magdeburgisches) Nr. 26. In dieser Stellung erhielt er die Erlaubnis zur Annahme des Kommandeurkreuzes des Ordens Stern von Rumänien sowie des Ordens der Heiligen Mauritius und Lazarus und Wilhelm II. verlieh ihm im Januar 1893 den Kronen-Orden II. Klasse. Am 27. Januar 1893 übernahm Knesebeck mit der Beförderung zum Generalmajor die 38. Infanterie-Brigade in Hannover und wurde anlässlich des Ordensfestes im Januar 1895 mit dem Roten Adlerorden II. Klasse mit Eichenlaub ausgezeichnet. In Genehmigung seines Abschiedsgesuches wurde er am 13. Mai 1895 mit Pension zur Disposition gestellt. Am 2. August 1913 erhielt Knesebeck noch den Charakter als Generalleutnant.
1926 betrug seine Jahrespension, hier auf juristischer Berechnungsgrundlage eines Generalmajors 11.331 Reichsmark.
Wilhelm von dem Knesebeck war 1885 Ehrenritter und seit 1902 Rechtsritter im Johanniterorden, Mitglied der Brandenburgischen Provinzial-Genossenschaft. Knesebeck wohnte lange in Hannover, dann in Berlin. Zuletzt lebte der General in der Residenzstadt Neustrelitz bei seiner Tochter Gisela von Arenstorff.
Zu seinem 90. Geburtstag veröffentlichte das Militär-Wochenblatt zweimal eine Korrespondenz und wies darauf hin, dass Knesebeck der letzte lebende Offizier seiner alten Stammeinheit, dem Garde-Schützen-Bataillon, aus der Schlacht bei Königgrätz sei. Bereits 1882 hatte Knesebeck eine Schrift zu diesem Truppenteil im Feldzuge 1870/71 im Verlag Ernst Siegfried Mittler Berlin veröffentlicht.

### Familie
Wilhelm von dem Knesebeck heiratete am 1. Oktober 1869 im vorpommerschen Techlin Jenny von Hennings (1848–1921), Tochter des Premierleutnants Hermann von Hennings und der Ernestine von dem Knesebeck. Ihre Kinder waren:
- Egon (1878–1912), preußischer Hauptmann
- Gisela (1881–1975) ⚭ am 1. März 1909 in Berlin den Leutnant und späteren Landesforstmeister Achim von Arenstorff (1867–1926).[31] Aus der Ehe gingen sieben Kinder hervor.[32][33]